# Citroën Acadiane
Citroën Acadiane – samochód dostawczo-osobowy, produkowany pod marką Citroën w latach 1978–1987.

## Opis modelu
Nadwozie powstało z połączenia przedniej części z modelu Dyane i części towarowej z modelu 2CV AKS. Rozstaw osi wynosił 2535 mm. Długość: 4030 mm, szerokość: 1500 mm, wysokość: 1825 mm. Masa pojazdu wynosiła 680 kg, a ładowność 480 kg. Zastosowano silnik M28 z modelu Dyane 6, dwucylindrowy w układzie przeciwsobnym, chłodzony powietrzem, o pojemności 602 cm³ i mocy 31 KM.
W 1980 roku wprowadzono wersję GPL z instalacją LPG. Na niektórych rynkach dostępna była czteromiejscowa odmiana Mixta z dodatkową kanapą i dłuższymi oknami na bokach części towarowej. Oferowano również wersje przeznaczone do turystyki, z kuchenką, umywalką i miejscem do spania.
Samochód produkowany był w Vigo w Hiszpanii. Został wprowadzony do sprzedaży w 1978 roku. Do końca produkcji w 1987 roku powstały 253 393 sztuki